# Винє-при-Моравчах
Винє-при-Моравчах (словен. Vinje pri Moravčah) — поселення в общині Моравче, Осреднєсловенський регіон, Словенія. 
Висота над рівнем моря: 394 м.